# Asakaze (1923)
El Asakaze (朝風 viento matinal?) fue el segundo destructor de la Clase Kamikaze. Sirvió en la Armada Imperial Japonesa durante la segunda guerra sino-japonesa y la Segunda Guerra Mundial. 

## Historia
Su primera acción de combate importante durante la Segunda Guerra Mundial tuvo lugar durante la Batalla del Estrecho de la Sonda el 28 de febrero de 1942, durante la cual sus torpedos contribuyeron a hundir a los cruceros australiano y estadounidense HMAS Perth y USS Houston (CA-30).
Su final llegó en una de las misiones de escolta de convoyes a las que solía dedicarse. El 24 de agosto de 1944, mientras se dirigía a Manila fue torpedeado por el submarino estadounidense USS Haddo (SS-255), al oeste del Golfo de Lingayen. No se hundió inmediatamente, y el petrolero Nijo Maru se encontraba remolcándolo cuando finalmente se fue a pique en la posición (16°6′N 119°44′E / 16.100, 119.733). No hay datos del número de supervivientes, pero probablemente fue alto, dada la presencia de otros buques para transferir la tripulación que no murió en el ataque, y el tiempo necesario para llevar a cabo el remolque.